# Danny Stam
Danny Stam (nascido em 25 de junho de 1972) é um ex-ciclista de pista holandês que representou os Países Baixos nos Jogos Olímpicos de Verão de 2000 e 2004, obtendo melhor resultado em 2000 ao terminar na oitava posição no madison.